# Kompatibilisme
 Der er for få eller ingen kildehenvisninger i denne artikel, hvilket er et problem. Du kan hjælpe ved at angive troværdige kilder til de påstande, som fremføres i artiklen.

Kompatibilisme er i filosofien den holdning, at den fri vilje og determinisme er forenelige ideer, og at det er muligt at holde på begge dele uden at være logisk inkonsistent. Mere præcist vil det sige, at den fri vilje kan sameksistere med determinismen.
Tanken om kompatibilisme blev først fremført af oldgræske stoikere og er blevet fremhævet af nyere filosoffer som David Hume og Thomas Hobbes.